# Marathyssa basalis
Marathyssa basalis är en fjärilsart som beskrevs av Walker 1865. Marathyssa basalis ingår i släktet Marathyssa och familjen nattflyn. Inga underarter finns listade i Catalogue of Life.